# Stazione di Shin-Moriyama
La stazione di Shin-Moriyama (新守山駅?, Shin-Moriyama-eki) e una stazione ferroviaria situata nel quartiere di Moriyama-ku della città di Nagoya, nella prefettura di Aichi in Giappone. La stazione e gestita dalla JR Central e serve la linea principale Chūō.

## Linee
JR Central
■ Linea principale Chūō

## Struttura
La stazione è costituita da due marciapiedi a isola con quattro binari in superficie.
| 1-2 | ■ Linea principale Chūō | per Tajimi e Nakatsugawa |
| 3-4 | ■ Linea principale Chūō | per Ōzone e Nagoya       |

## Stazioni adiacenti
| ≪                                   | Servizio              | ≫                     |
| Linea principale Chūō               | Linea principale Chūō | Linea principale Chūō |
| ----------------------------------- | --------------------- | --------------------- |
| Kachigawa                           | Locale                | Ōzone                 |
| L'Homeliner e il Rapido non fermano |                       |                       |